# 正力松太郎
正力 松太郎（しょうりき まつたろう、1885年〈明治18年〉4月11日 - 1969年〈昭和44年〉10月9日）は、日本の実業家、政治家。読売新聞社主、日本テレビ放送網代表取締役社長、讀賣テレビ放送会長、日本武道館会長などを歴任した。
読売新聞社の経営者として、同新聞の部数拡大に成功し、読売中興の祖として大正力（だいしょうりき）と呼ばれている。
読売ジャイアンツ（巨人）の初代オーナーとして、戦後の日本のプロ野球の発展に貢献したためにプロ野球の父と呼ばれる。日本テレビを創立し、テレビの普及や発展に貢献したためにテレビ放送の父と呼ばれる。また、原子力発電の推進にも貢献したために原子力の父とも呼ばれる。
1955年（昭和30年）から1969年（昭和44年）まで衆議院議員（自民党所属）を務めており、政界でも一定の影響力があった。
駒澤大学が上祖師谷グラウンド（野球部合宿所、駒澤大学球場）を購入する際に尽力したことを顕彰して、駒澤大学の開校80周年（1962年）の式典において、最初の名誉博士号が授与された。

## 略歴
1885年（明治18年）に富山県射水郡大門町（現：射水市枇杷首）に生まれる。1911年に東京帝国大学（法学部）を卒業し内務省に入省。
1923年12月に虎ノ門事件が発生し、当時警視庁警務部長であった正力は警視総監の湯浅倉平とともに引責辞職。
1924年2月、後藤新平の助力のもと経営難で不振の読売新聞を買い受けて第7代社長に就任し、新聞界に転じる。意表をつく新企画の連発と積極経営により社勢を拡大。当初二流紙扱いであった読売は、1941年に発行部数で朝日新聞・毎日新聞を抜いて東日本最大の新聞となる。同年秋には、戦時新聞統合を企図する政府の全国新聞一元会社案に反対し、撤回させた。
1940年の開戦時は大政翼賛会総務であったために、1945年12月2日、連合国軍最高司令官総司令部は日本政府に対し正力を逮捕するよう命令を出した（第三次逮捕者59名中の1人）。A級戦犯の容疑で巣鴨拘置所に勾留され、後に不起訴となったが公職追放処分を受けた。
戦後は、MLB選手を日本に招聘して日米野球を興行するなど野球界で尽力したが、一方で長期にわたる中央情報局（CIA）への協力（非公式の工作活動）を行っていたことが、アメリカ合衆国で保管されている公文書により判明している。また、1960年代に衆議院議員（自民党に所属）になると自由民主党総裁の座を狙い、読売新聞社の部下だった渡邉恒雄を中曽根康弘（当時は自民党の衆議院議員）との連絡役にしていた。CIAエージェントとしてのコードネームはPODAM。

## 生涯
- 1885年（明治18年）

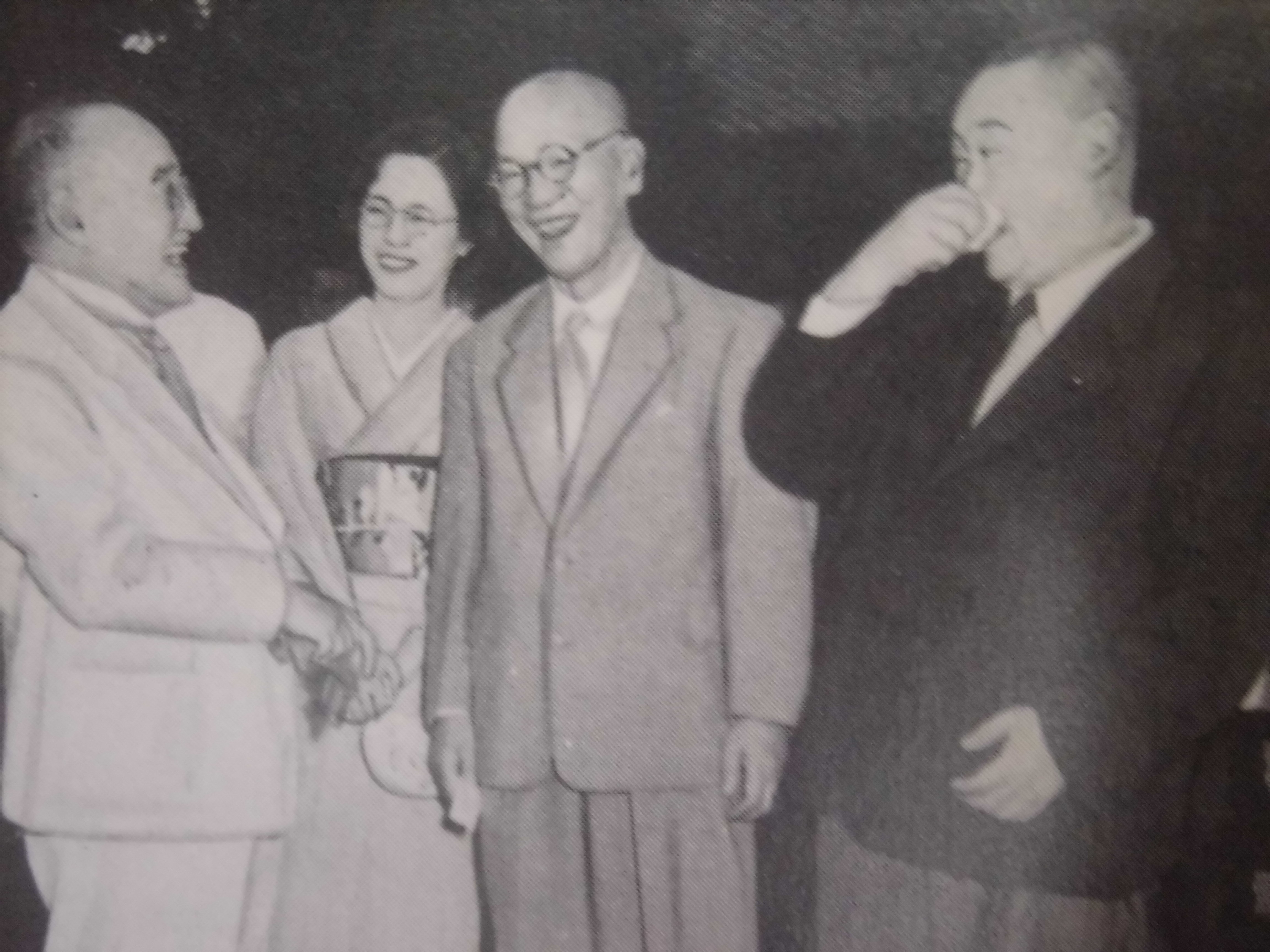
左から吉田茂首相、堤操（歌人）、正力、堤康次郎 （昭和29年7月衆議院議長就任レセプション）

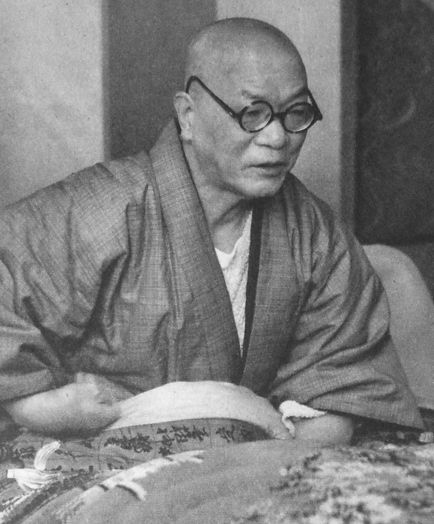
1955年

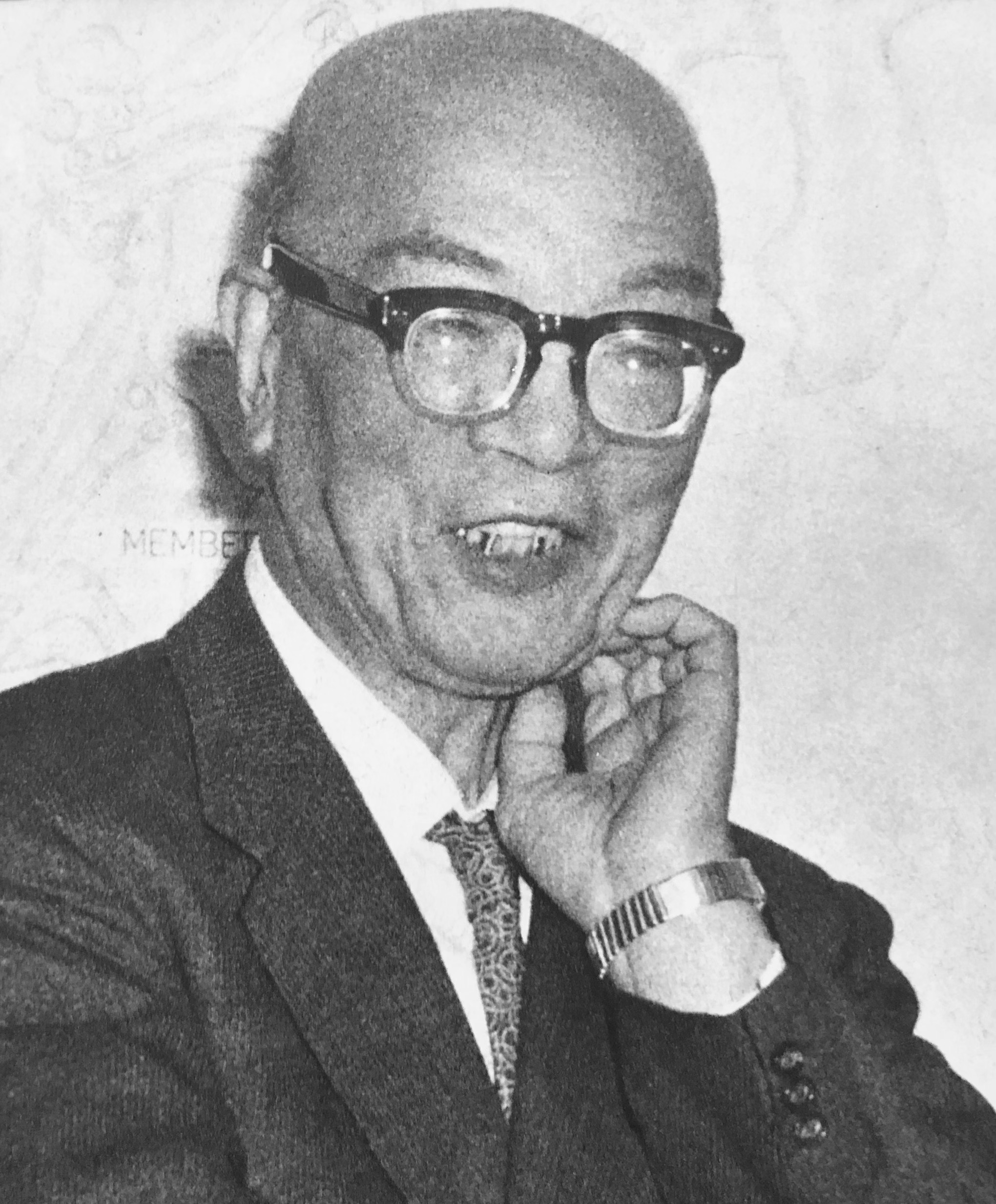
『キネマ旬報』1964年1月新春特別号より

  - 4月11日 - 富山県射水郡大門町（現：射水市枇杷首）に土建請負業を営む父・正力庄次郎、母・きよの次男として生まれる。松太郎が生まれたとき、父・庄次郎は雪解け水で氾濫した庄川の修復工事で忙しく、初めて松太郎と対面したのはお七夜の晩であった。『巨怪伝』によると、この庄川は立山連峰の雪解け水で氾濫したという[14]。
- 雄神小学校から高岡中学（現：富山県立高岡高等学校）に進んだ正力は、「勉強よりは体を鍛えろ」という父親の教えに従い、寄宿舎には入らず毎日8キロメートルの道のりを地下足袋で通った[15]。
- 金沢市の第四高等学校に入学[注釈 1]。
- 1906年（明治39年） - 三高との高専柔道の対校戦に優勝[注釈 2][注釈 3]。
- 1907年（明治40年）
  - 7月 - 東京帝国大学（法学部）入学[注釈 4]。
- 1911年（明治44年）
  - 7月 - 東京帝国大学（法学部）卒業。内閣統計局に入る（同郷の南弘の推薦による）
- 1912年（明治45年／大正元年）
  - 11月 - 高等文官試験に合格。
- 1913年（大正2年）
  - 6月 - 警視庁入庁、警察官となる。警務部警務課勤務。
- 1914年（大正3年）
  - 6月 - 警視に任官、日本橋堀留警察署長。
- 1917年（大正6年）
  - 2月 - 牛込神楽坂警察署長。
  - 9月 - 警視庁第一方面監察官。早稲田騒動を鎮圧。
- 1918年（大正7年）
  - 10月 - 米騒動鎮圧の功により、従六位に叙せられる。
- 1919年（大正8年）
  - 6月 - 警視庁警務部刑事課長。
- 1921年（大正10年）
  - 6月 - 警視庁官房主事。
  - 7月 - 正六位に叙せられる。
- 1923年（大正12年）
  - 9月 - 関東大震災において「朝鮮人暴動の風説」が蔓延したことで、関東大震災朝鮮人虐殺事件、亀戸事件、甘粕事件が発生。1944年（昭和19年）に警視庁で行った講演において正力は、虚報は震災の衝撃と通信電信途絶による人心の疑心錯覚から生じたもので、それに翻弄された当時の警視庁は事態への対応に失敗したと述べている（『正力松太郎 悪戦苦闘』 “米騒動や大震災の思い出”[18]）。
  - 10月 - 警視庁警務部長
- 1924年（大正13年）
  - 1月 - 虎ノ門事件を防げなかった責任を問われ懲戒免官。直後、摂政宮（後の昭和天皇）婚礼により恩赦。読売新聞の経営権を買収、社長に就任。
- 1926年（昭和元年）
  - 日本棋院から独立した棋正社を支援し、「院社対抗戦」を実施。本因坊秀哉と雁金準一との大将戦が評判となり、読売新聞は大幅に部数を増やした。
- 1928年（昭和3年）
  - 8月 - 外部招聘により在籍していた京成電気軌道での事件「京成疑獄事件」に連座していたため逮捕。直後に起訴され、裁判の結果、禁錮4ヶ月・執行猶予2年の判決を受ける。
- 1931年（昭和6年）
  - 神奈川県三浦郡逗子町（現：逗子市）に移住。詳細は「逗子邸宅」を参照。
- 1933年（昭和8年）
  - 読売新聞2万号記念事業の一つとして主催された「日本囲碁選手権手合」トーナメントで、呉清源が優勝し、本因坊秀哉との記念碁を打った。
- 1934年（昭和9年）
  - ベーブルース他の大リーグ選抜チームを招聘[19]、大日本東京野球倶楽部創立。
- 1935年（昭和10年）
  - 2月 - 右翼団体「武神会」長崎勝助のテロに遭い、瀕死の重傷を負う。
- 1937年（昭和12年）
  - 関西で自称で「将棋名人」をなのって逼塞していた坂田三吉と、若手の名人候補である木村義雄、花田長太郎との対戦企画を実現し、評判を生む。
- 1939年（昭和14年）
  - 読売新聞の企画として呉清源と木谷實の打ち込み十番碁が開始され、翌年に呉が勝者となる。読売新聞社は続けて、呉による囲碁トップ棋士との十番碁を次々に企画し、1956年の高川秀格戦まで、呉はすべての相手を打ち込み、囲碁界で「昭和の棋聖」とよばれた。
- 1940年（昭和15年）
  - 9月 - 大政翼賛会総務に就任。
- 1943年（昭和18年）
  - 5月 - 翼賛政治会総務に就任。
  - 6月 - 内閣情報局参与に就任。
- 1944年（昭和19年）
  - 5月18日 - 貴族院議員に勅選される[20]。
  - 10月 - 小磯内閣顧問に就任。
- 1945年（昭和20年）
  - 10月 - 第1次読売争議起こる。
  - 12月 - A級戦犯に指定され、巣鴨拘置所に収容される[注釈 5]。
- 1946年（昭和21年）
  - 1月 - 公職追放。
- 1947年（昭和22年）
  - 9月 - 不起訴、釈放。（追放中にプロ野球再編問題が起き、正力に球団創設を勧められた毎日新聞が千葉ロッテマリーンズの前身の毎日オリオンズ創設）
- 1950年（昭和25年）
  - 10月 - 読売新聞、有限会社から株式会社に改組。
- 1952年（昭和27年）
  - 10月 - 日本テレビ放送網を設立。初代社長に就任（1955年まで務める）
- 1953年（昭和28年）
  - 8月 - 日本テレビ放送網本放送開始。
- 1955年（昭和30年）
  - 1月 - 米国の新たな情報キャンペーン「平和のための原子力」プログラムを読売新聞のトップ記事で大々的に紹介し、放送やイベントを含む半年に渡る一大PR活動を開始[22][23]。
  - 2月 - 第27回衆議院議員総選挙に富山2区から出馬、当選し衆議院議員（自民党に所属）になる。
  - 11月 - 第3次鳩山内閣で北海道開発庁長官
- 1956年（昭和31年）
  - 1月 - 原子力委員会の初代委員長に就任。1月4日、日本に原子力発電所を5年後に建設する構想を発表。これに対して、原子力委員の湯川秀樹は、「動力協定や動力炉導入に関して何等かの決断をするということは、わが国の原子力開発の将来に対して長期に亘って重大な影響を及ぼすに違いないのであるから、慎重な上にも慎重でなければならない」と強く訴え、抗議のために辞任した。（『原子力委員会月報』1957年1月号）原子力産業会議の設立を提唱。
  - 5月 - 初代科学技術庁長官に就任。
- 1957年（昭和32年）
  - 7月 - 第1次岸内閣改造内閣で国務大臣（国家公安委員会委員長、科学技術庁長官、原子力委員会委員長）に就任。
    - 国家公安委員長としてパトカーや移動通信の導入を推進し、警察の近代化に貢献した[24]。
- 1958年（昭和33年）
  - 6月 - 読売新聞の社主に復帰。
  - 8月 - 讀賣テレビ放送会長に就任。
- 1961年（昭和36年）
  - 6月 - 国会議員柔道連盟会長。
- 1962年（昭和37年） - 財団法人日本武道館初代会長 駒澤大学より名誉博士号を授与される。
- 1964年（昭和39年）
  - 11月 - 勲一等旭日大綬章を受章[25]（没後、勲一等旭日桐花大綬章追贈[26]）。
- 1965年（昭和40年）
  - 6月18日 - 高岡市名誉市民[27]、26日 - 大門町名誉町民（合併に伴い、後に射水市名誉市民に）[28]。
- 1967年（昭和42年）
  - 5月 - 報知新聞社社主に就任。
- 1969年（昭和44年）
  - 10月9日 - 保養中の国立熱海病院で、午前1時頃に突然意識が薄れ、血圧も低下した。駆けつけた医師の手当を受けたが、午前3時50分に死去[29]。奇しくもこの日は、読売ジャイアンツがセントラル・リーグを制覇（5連覇）した日だった。叙・従二位。14日に日本武道館にて葬儀。柔道八段から十段に。墓所は神奈川県鎌倉市にある円覚寺。1968年のサッカー日本代表のメキシコ五輪銅メダルの後、将来のプロ化導入を目指した日本サッカー協会会長野津謙の要請で[30][31][32][33]、サッカークラブチーム・読売クラブ（後の東京ヴェルディ1969）をこの年立ち上げ[30][31][32][33]、これが事実上正力の最後の仕事となった。読売グループはサッカークラブの経営から完全に手を引き、読売新聞大阪本社がセレッソ大阪の、日本テレビがヴェルディの運営する日テレ・ベレーザの、それぞれスポンサーである。
  - 生前から日本棋院名誉顧問だったが、没後日本棋院から名誉九段を追贈。
- 2018年（平成30年）
  - 10月29日 - 第15回囲碁殿堂入り[34]

## 内務官僚時代

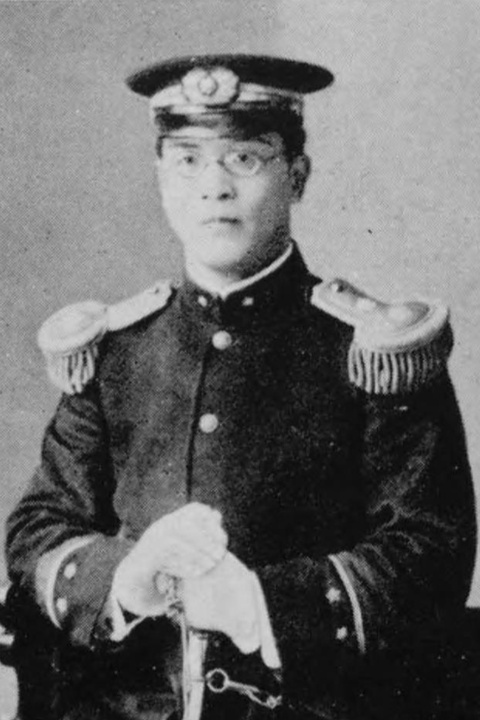
警視庁監察官時代の正力松太郎（1918年）

警視庁官房主事として1923年（大正12年）6月の日本共産党に対する大規模な一斉取締り（第1次）や、特別高等警察などにも関わり、同年9月に発生した関東大震災の際、社会主義者の扇動による暴動に備えるための警戒・取締りを指揮した。その際、朝鮮人の暴動説を新聞記者を通じて流布させ、関東大震災朝鮮人虐殺事件の一因を作った。直後、警務部長となるが、摂政宮狙撃事件（虎ノ門事件）の責任を問われ、懲戒免官となる。恩赦により懲戒処分を取り消されたものの、官界への復帰は志さなかった。
刑事畑においては、島倉事件（のちに甲賀三郎が『支倉事件』の題名で小説化した）の捜査にあたり、東大同窓生が犯した鈴弁殺し事件においては自首を仲介した。

## 新聞経営
1924年（大正13年）、番町会グループである郷誠之助、藤原銀次郎ら財界人の斡旋と、帝都復興院総裁だった後藤新平の資金援助により、経営不振であった読売新聞社（後の読売新聞東京本社）の経営権を買収し、社長に就任した。正力は、自社主催のイベントや、ラジオ面、地域版の創設や、日曜日の夕刊発行などにより部数を伸ばした。
戦前は報知新聞社の販売局長だった務臺光雄を正力が誘って読売へ移籍させ、大阪資本の東京朝日新聞・東京日日新聞などと販売競争で競い合った。そして、読売新聞の全国進出を狙って九州日報など日本各地の地方紙を買収して経営参加に成功するも、新聞統制によって計画は頓挫した。
戦後、読売新聞の全国紙計画が本格化し、1952年（昭和27年）に大阪讀賣新聞社（後の読売新聞大阪本社）を設立、念願の西日本進出を果たした。以後、札幌と正力のお膝元である高岡市にも東京直轄による発行支社を設置し、1964年（昭和39年）、正力の長年の懸案だった九州に読売新聞西部本社を設立、1ブロック紙に過ぎなかった読売新聞を務臺との二人三脚で朝日・毎日と肩を並べる全国紙に発展させた。

## 大リーグ招聘・球団結成
1934年（昭和9年）、ベーブ・ルース、ルー・ゲーリッグらが参加した大リーグ選抜チームを招聘した。大リーグ選抜チームは、日本で17試合を戦い、一試合当たりの観客数が6万5000人（大リーグでの平均動員数に匹敵）に達することも多かった。当時アマチュア野球しか存在しなかった日本側でも、全日本チームが結成された。後に同チームを基礎として大日本東京野球倶楽部（後の読売ジャイアンツ）が創設され、1936年（昭和11年）の第1回職業野球日本リーグに参加した。正力は、京都商業から慶應義塾大学への進学が決まっていた沢村栄治を「一生面倒見る」と説き伏せて入団させたが、実際には二度の応召（徴兵も、沢村が中学卒であったことが要因）で肩を壊した沢村を解雇している。
また、沢村を中退させたのと同様の手口でヴィクトル・スタルヒンを退学させてチーム（後の読売巨人軍）に入れるため、旭川にスカウトを送るものの、地元のスターを引き抜かれることに旭川市民と学校側は抵抗した。
旭川中学校を甲子園へ出場させるという願いを持っていたスタルヒン本人にとっては苦渋の決断であったが、家庭の経済事情に加え、さらには亡命者であるだけに断れば家族全員国外追放、即ちソビエト連邦への強制送還とする可能性をほのめかされたという事情もあり、断るわけにもいかず、旭川中を中退。後ろ髪を引かれる思いで母と共に上京した。クラスメートには一切事情を知らせないまま夜逃げをするように列車に乗ったという。汽笛が「行くなぁ！」という仲間達の叫びに聞こえた、と後年妻に語っている。
中学中退と全日本チーム、そして巨人入団への背後には日米戦を主催していた読売新聞オーナー・正力松太郎の意思があり、スタルヒンがこれに従わねばならなかったのは、「読売買収以前は警視庁の実力者だった正力が、父の犯罪歴をたてに日本国籍のないスタルヒン一家を恫喝したからである」と作家の佐野眞一は著書 の中で断言している。
正力は最初期と戦後の一時期を除いて読売ジャイアンツのオーナーを務め、また、巣鴨プリズンから釈放後の一時期、職業野球連盟の総裁（今で言うコミッショナー）に就任した。このような正力の業績を称え1959年野球殿堂入り。また日本プロ野球界に貢献した関係者を対象に、毎年正力松太郎賞が贈られている。
戦後、読売新聞を離れていた時期には毎日新聞と接触して、毎日のプロ野球参加と将来の2リーグ制移行を画策した。このとき読売側は毎日の加入に反対し、最終的にセ・リーグとパ・リーグに分かれることになる。ちなみに正力自身としては、当面1リーグ10球団で運営し、その後2球団を追加してから読売・毎日がそれぞれ所属するリーグを立ち上げる構想であったが、日本プロ野球が実際に2リーグに分かれた際、読売（読売ジャイアンツ）はセ・リーグ、毎日（毎日オリオンズ）はパ・リーグの所属となった。

## 襲撃事件
1935年（昭和10年）2月22日、本社玄関前で暴漢に左頸部を斬りつけられた。傷は浅く頸動脈は外れており命に別状はなかったが、出血ははなはだしく輸血が行われた。直接の実行犯の長崎勝助は武神会の構成員（元、警視庁巡査）。取調べに対して、犯行に及んだ理由として、読売新聞が天皇機関説を支持したこと、正力が大リーグを招聘して多額の利益を与えたこと、神宮球場を使用し「神域を穢した」ことなどを挙げた。だが、捜査・公判が進むと武神会の会長・熱田佐が東京日日新聞の販売店を経営しており、販売拡張の陣頭に立っていたことが判明。遂には熱田の口から正力襲撃は東日の幹部から頼まれたとする爆弾証言が飛び出した。しかし、裁判官はこうした主張を退け、東日幹部に累が及ぶことはなかった。
実行犯の長崎勝助は懲役5年の求刑を受けたが、1935年（昭和10年）6月12日、東京刑事地方裁判所は「殺意は認められなかった」として殺人未遂を傷害罪に更訂、懲役3年の判決を言い渡した。
襲撃の報を受けたベーブ・ルースは見舞いの電報を正力に送っている。

## テレビ放送事業
ラジオ民間放送で出遅れていた反省もあり、正力はテレビ放送では最初に動いた。電通の吉田秀雄のもとへテレビ放送について相談に行ったが、吉田は聞き役に回り、積極的な動きを示さなかったという。1951年（昭和26年）10月、正力は電波監理委員会へ「日本テレビ」の免許を申請する。翌1952年（昭和27年）7月31日、免許出願していた日本テレビ放送網（以下、日テレ）に、日本のテレビジョン放送局としては初となる予備免許が交付された。
日テレは当初、東京を本部として札幌市から鹿児島市まで日本各地に支局を置き、日本全国をカバーする構想だった。しかし、「単一資本による複数県にまたがる放送は、メディアの寡占となり好ましくない」という郵政省（当時）の見解により、やむなく関東地方のローカル局として開局せざるを得なくなることとなった。
当時の日テレの放送機材はアメリカ合衆国からの輸入に頼っており、機材の搬入が予定より大幅に遅れた。一方、日本放送協会（NHK）は、日テレより後に予備免許が下りたものの、ほとんどの機材を国産品としたため、1953年（昭和28年）2月1日に東京で日本初のテレビジョン放送（後のNHK総合テレビジョン）を開始することになった。
同年5月15日、ワシントンのショーラム・ホテルへ日本の政府・議会・軍・航空の関係者を集め、正力を事業主とする「テレビを含む国際通信のためのユニテル・リレー網計画」の説明会が行われた。ユニテル・リレー網はテレビに留まらないマルチメディア事業であり、正力の懐刀柴田秀利も、日テレ代表として列席した。説明会を企画した人物の出身は大別して、元OSS（米軍戦略諜報局）局員か、アメリカ中央情報局（CIA）スタッフか、ジャパン・ロビーかであった。
そして、NHKより半年遅れの8月28日に日テレは日本初の民間放送によるテレビジョン放送を開始、正力は日テレの初代社長に就任した。日テレは民間放送であることから、コマーシャルを収入源としている。テレビジョン放送開始当時のテレビ受像機は庶民にとって“高嶺の花”だったことから、正力はテレビ受像機の普及促進と各企業からのスポンサー獲得のため、東京都内を中心とした繁華街、主要鉄道駅、百貨店、公園など人の集まる場所に街頭テレビを常設し、一般家庭へのテレビの普及に全力を注いだ。その結果、力道山などが活躍したプロレスを始めとしたスポーツ中継では街頭テレビの観衆が殺到し、スポンサーの説得も功を奏して日テレは開局から半年たって黒字化を達成した。その頃に正力は黛敏郎にスポーツ行進曲作曲を依頼、プロボクサー大場政夫の入場テーマ曲で知られた。黛は1970年代前半、日テレのゴールデンタイムに生中継された大場の全6度の世界タイトルマッチや現役世界王者としてのノンタイトル戦や、世界タイトル獲得直前の前哨戦をリングサイド観戦する程の大場のファンだった。
1958年（昭和33年）10月、東京のテレビ電波塔「東京タワー」が完成し、NHKや在京キー局各局は東京タワーに基幹送信所を置いたが、正力は日テレのみ東京タワーへの送信所移転を拒否し、麹町本社鉄塔からの送信を続けた。そして、東京・新宿に高さ550mの電波塔「正力タワー」の建設を構想、1968年（昭和43年）に起工式が行われるも、正力の死で実現しなかった。そして、正力の死後の1970年（昭和45年）11月10日に日テレも基幹送信所を東京タワーに移転した。「正力タワー」の建設予定地だった場所には日テレの子会社である日本テレビサービスが日本テレビゴルフガーデンを建設したが、1997年（平成9年）12月、社有地が売却され、2012年（平成24年）4月に新宿イーストサイドスクエアが建築されている。
日本テレビ放送網の役職と国会議員活動の関係
- 1952年10月28日 - 日本テレビ放送網設立、代表取締役社長に就任。
- 1955年2月28日 - 第27回衆議院議員総選挙に富山2区から出馬、当選し衆議院議員になる。
- 1955年11月22日 - 第3次鳩山一郎内閣で北海道開発庁長官に就任。日本テレビを離脱（社長辞任）。
- 1956年5月19日 - 科学技術庁長官に就任。
- 1956年12月23日 - 北海道開発庁長官および科学技術庁長官を辞任。
- 1957年1月28日 - 日本テレビ放送網取締役に選任、日本テレビに復帰。
- 1957年2月6日 - 日本テレビ放送網取締役会長に選任。
- 1957年7月10日 -  第1次岸改造内閣で国務大臣に就任。日本テレビを離脱（会長辞任）。
- 1958年6月12日 - 国務大臣を辞任。
- 1958年7月10日 - 日本テレビ放送網取締役会長に選任、日本テレビに復帰（以後、死去まで役職固定）。

## CIAの協力者としての活動
早稲田大学教授の有馬哲夫が、週刊新潮2006年2月16日号で、正力が戦犯不起訴で巣鴨プリズン出獄後にアメリカ中央情報局（CIA）の非公然の工作に協力していたことをアメリカ国立公文書記録管理局によって公開された外交文書（メリーランド州の同局新館に保管されている）を基に明らかにし、反響を呼んだ。有馬は日テレとCIAの関連年表も作成しており、その中でアメリカ対日協議会の面々を登場させ、日テレとの密接な関係を抉り出している。
米国中央情報局は、旧ソ連との冷戦体制のなか、日本に原子力を輸出するために作戦名‘KMCASHIR’という心理戦を繰り広げ、日本国民の原子力に対する恐怖心を取り除くよう、読売新聞率いる正力のメディア力を利用した。アメリカ政府はCIA諜報部員ダニエル・スタンレー・ワトソン（Daniel Stanley Watson, のちに服部智恵子の娘・繁子と結婚し、東南アジア、メキシコでスパイ任務にあたった）を日本へ派遣し、米国のプロパガンダである「平和のための原子力」を大衆に浸透させるために、まずは正力と親しい柴田秀利と接触した。
日本へのテレビ放送の導入と原子力発電の導入について、正力はCIAと利害が一致していたので協力し合うことになった。その結果、正力の個人コードネームとして「PODAM」（ロシア語などで「我、通報す」の意）及び「POJACPOT-1」が与えられ、組織としての読売新聞社、そして日本テレビ放送網を示すコードネームは「PODALTON」と付けられ、この二者を通じて日本政界に介入する計画が「Operation Podalton」と呼ばれた。これらの件に関する大量のファイルがアメリカ国立第二公文書館に残ることになった（アメリカ国立公文書 Records Relating to the Psychological Strategy Board Working Files 1951-53）。正力と共に日本のテレビ放送導入に関わった柴田秀利は「POHALT」というコードネームを与えられた。
ベンジャミン・フルフォードの主張によると、正力をCIAに推薦したのは上院議員カール・ムントであったという。なお、CIAは「正力は思いのままに操れるような人間ではなく、気をつけないと、知らないうちに自分たちを利用しかねない人間だった」と評価しているとされる。

## 遺訓
正力は読売ジャイアンツに対して、巨人軍憲章とも呼ばれる遺訓を残している。遺訓は以下の3つ。
- 巨人軍は常に紳士たれ
- 巨人軍は常に強くあれ
- 巨人軍はアメリカ野球に追いつき、そして追い越せ

## 逗子邸宅
正力松太郎が1931年から1969年に死去するまで居住していた神奈川県逗子市の邸宅。1939年に増築、1961年に大規模増改築。延床面積254.48平方メートル（蔵除く）。
1965年1月2日に逗子邸宅で新年会が行われ、記念撮影された写真を日刊スポーツ / アフロが所有している。参加者は正力松太郎、正力亨、清水与七郎、川上哲治、柴田勲、広岡達朗、関根潤三、王貞治、金田正一、長嶋茂雄。
正力松太郎の長女梅子（小林與三次）の邸宅が隣接しており、正力の死後、空き家を小林夫妻が管理していたが、2013年に小林梅子が死去。小林梅子の孫で、正力松太郎の曽孫の塚越暁が旧正力邸の管理人兼居住者として名乗りを上げ、2016年に大規模改修。同時期に小林梅子邸は解体されたが、建具や建材は旧正力邸に再利用されている。
2018年9月から、逗子旧邸（応接間16帖、和室10帖、縁側2帖半、庭園）を会議室、イベント、写真撮影の古民家レンタルスペースとして開放している。
2022年2月17日に国の登録有形文化財に登録された。
外部リンク
- 旧正力家別邸主屋 - 文化遺産オンライン（文化庁）
- 旧正力家別邸蔵 - 文化遺産オンライン（文化庁）
- 旧正力家別邸表門 - 文化遺産オンライン（文化庁）
- 旧正力家別邸主屋 - 国指定文化財等データベース（文化庁）
- 旧正力家別邸蔵 - 国指定文化財等データベース（文化庁）
- 旧正力家別邸表門 - 国指定文化財等データベース（文化庁）
- 【逗子海岸まで徒歩5分】築80年の古民家。庭も利用可。会議利用、展示会、写真撮影に！ - スペースマーケット

## 家族・親族

### 正力家
元々一介の庶民の出だった正力家が富山県射水市屈指の名家として名を成したのは、松太郎の祖父の庄助が、この地に度々災厄をもたらした庄川の氾濫を防いだ功による。江戸嘉永年間（1848年 - 1854年）に庄助の発案になる鉄の金輪（かなわ）は、河川の氾濫で流れた古橋の抗を抜くための道具として卓効を発した。この功により、庄助は奉行から苗字帯刀を許された。正力という姓は、この金輪（かなわ）に命名された正力輪から始まっている。正力家が土建請負業として大をなしたのはそれからだった。
- 祖父・庄助[14]
- 父・庄次郎[14]（土建請負業[14]）
- 母・きよ[48]

松太郎の両親はもともと本願寺の熱心な門徒だった。父・庄次郎は毎朝毎晩の勤行をかかさなかった。松太郎の両親への報恩の情はきわめて篤かった。
- 前妻・布久子[49]

警視庁の上層部が正力の将来にいかに属目していたかは、当時の警視総監の安楽兼道が妻の兄弟の娘、つまり安楽にとっては義理の姪にあたる前田布久子（鹿児島県出身）と見合いさせ、結婚させたことでもわかる。だが、布久子は一女をなしてまもなく亡くなった。その長女も8歳で早世した。
- 後妻・波満

1895年（明治28年）4月生
正力は最初の妻を失って間もなく、千葉県上総湊（後の富津市）出身で精華女学校の和裁教諭の吉原波満と再婚した。波満が教鞭をとったのは、同校創始者の勝田孫弥が、波満の実家と縁つづきという関係からだった。勝田はその一方で、元警視総監の安楽兼道とも縁戚にあり、最初の妻を早くに亡くした正力を不憫に思った安楽が、遠い縁つづきの波満を世話したものだった。

### 長男・亨
- 長男・亨 … 波満との子

1918年10月24日 - 2011年8月15日（92歳没）〔大正7年 - 平成23年〕
第2代讀賣社主、第2代球団オーナー
- 長男嫁・峰子[51]

1936年 - 2019年8月17日（83歳没）〔昭和11年 - 令和元年〕
旧子爵の元貴族院議員梅溪通虎の次女
妹は池坊専永夫人の保子である。
- 孫・源一郎

1963年11月23日生（61歳）
読売新聞グループ本社、株式所有3045株 4.97%。
1986年、日本テレビ放送網入社。
2020年、CS日本（CS日テレ）代表取締役社長。
2023年、テレビ新潟放送網（日本テレビ系列局）代表取締役社長。
- 孫・美緒

読売新聞グループ本社、株式所有3029株 4.94%。

### 長女・梅子
- 長女・梅子 … 後妻との間の子

1920年 - 2013年7月30日（93歳没）〔大正9年 - 平成25年〕
- 長女婿・小林與三次

1913年7月23日 - 1999年12月30日（86歳没）〔大正2年 - 平成11年〕
小林與三次と梅子のなれそめについて小林によると「ジイさん（松太郎）の姉さんが、テロによるケガの具合を心配して、僕に様子を見に行ってくれ、と頼んできた。それがきっかけとなって、僕が田舎に帰るたび、ジイさんの近況を実家に報告するようになった。そんなことからだんだんと正力家と親しくなった。学費を正力家から出してもらったという話もあるようだが、僕は育英金で学費をまかなったので、正力家からは一銭も出してもらっていない。結婚についてはジイさんから直接話があった」という。
小林與三次の実家について佐野眞一によると「要塞のような正力家の屋敷に比べ、庄川の水べりのすぐそばに建つ小林の生家は見るからに貧相だった。その対照的な光景は、当主を“おやっさん”（親方）と呼ぶ、印半纏（しるしばんてん）の人足が何十人となく出入りしていた正力家の羽ぶりのよさと、その正力家の土建資材を運ぶイカダ舟の船頭に過ぎなかった小林の父との境遇の違いを、残酷なまでに見せつけている」という。
- 孫・塚越陽子

読売新聞グループ本社、株式所有2804株 4.58%。
- 曽孫・塚越暁

1978年4月15日生（47歳）
正力松太郎逗子旧邸の管理人兼居住者。
神奈川県逗子市生まれ。山手学院高等学校、一橋大学卒業。
2002年4月 - 2013年9月、リクルートに勤務。
2012年4月、個人事業「子ども原っぱ大学」企画運営。
2015年7月、HARAPPA株式会社 代表取締役「原っぱ大学ガクチョー」。

### 二女・利子
- 二女・利子 … 後妻との間の子

1923年 - 2007年9月21日（84歳没）〔大正12年 - 平成19年〕
- 二女婿・関根長三郎

1918年8月25日 - 2000年9月9日（82歳没）〔大正7年 - 平成12年〕
元三菱銀行副頭取関根善作の三男、元衆議院議員、信濃毎日新聞社長小坂善之助の孫。
- 孫・関根達雄

1949年4月17日生（76歳）
読売新聞グループ本社、株式所有4800株 7.83%。
1972年、読売新聞社入社。

### 二男・武
- 二男・武 … 柳橋の元芸者中村すゞとの間の子

1934年 - 1985年5月（51歳没）〔昭和9年 - 昭和60年〕
日本テレビの副社長に就任した亨が最初に断行したことは、同社の役員だった弟の武を、傍系のよみうりランドに追放したことだった。正力から認知され、日本テレビ入りしたものの、武の在社期間はわずか2年にすぎなかった。武はその後、二度と日本テレビに復帰することなく、1985年（昭和60年）5月、51歳で死去した。熱望していた結婚は結局叶わず、独身のままの淋しい死だった。武は晩年、自分の人生を呪うように、浴びるほどの酒をのみつづけた。
- 愛人・中村すゞ

## 正力を演じた俳優
- 津川雅彦『日本プロ野球を作った男たち』（2002年、テレビ東京）
- 大森立嗣『菊とギロチン』（2018年、映画）

## 評伝
- 長尾和郎『正力松太郎の昭和史』実業之日本社、1982年
- 波多野勝『日米野球の架け橋 鈴木惣太郎の人生と正力松太郎』芙蓉書房出版、2013年